# Nikolaï Pavlovitch Ignatiev
Pour les autres membres de la famille, voir Famille Ignatiev.
Le comte Nicolas Ignatiev – ou Ignatieff selon l'orthographe en usage à l'époque en français – en russe : граф Николай Павлович Игнатьев (transcrit en graf Nikolaï Pavlovitch Ignatiev), né le 29 janvier 1832 à Saint-Pétersbourg et mort le 3 juillet 1908 à Kroupoderintsy, dans le gouvernement de Kiev, est un homme d’État et un diplomate russe, panslaviste, général d'infanterie (1878), comte de l'Empire russe (décembre 1877), adjudant-général, directeur du Département d'Asie du ministère des Affaires étrangères (1861-1864), ambassadeur à Constantinople de 1867 à 1877.
Il est surnommé Chevalier des Balkans ou Comte des Bulgares. Le comte Ignatiev est l'un des diplomates les plus brillants de son époque. Il a inscrit son nom dans l'histoire de la diplomatie de l'Empire russe.

## Famille
fils du comte Pavel Nikolaïevitch Ignatiev et de son épouse, née Maria Ivanovna Maltsova (1808-1887).

## Mariage

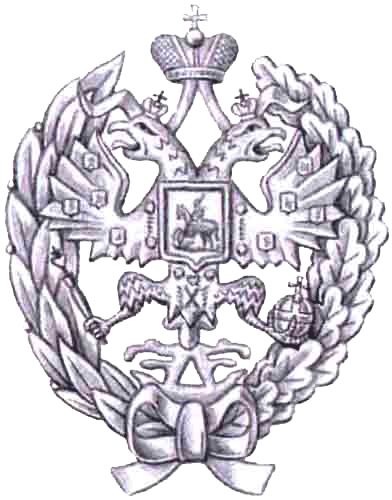
Insigne de l'Académie d'état-major général

Le comte Nikolaï Pavlovitch Ignatiev épousa Iekaterina Leonidovna Galitzina (1842-1917), fille du prince Leonid Mikhaïlovitch Galitzine (1806-1860) et de Anna Matveïevna Tolstaïa (1809-1897).
Huit enfants naissent de cette union :
- Pavel Nicolaïevitch Ignatiev : (1870-1945), ministre de l'Instruction publique de 1915 à 1916.
- Nikolaï Nikolaïevitch Ignatiev :(1872-1962), général russe, commandant du Régiment Préobrajenski.
- Maria Nikolaïevna Ignatieva : (1856-1953). Surnommée Mika.
- Pavel Nikolaïevitch Ignatiev : (1863-1864).
- Iekaterina Nikolaïevna Ignatieva : (1868-1914). Surnommée Kati, elle a une liaison avec le grand-duc Michel de Russie. Infirmière au début de la Première Guerre mondiale elle meurt du tétanos[2].
- Alexeï Nikolaïevitch Ignatiev : (1874-1948), il épouse Maria Iourievna Ouroussova. Il est le dernier gouverneur de Kiev.
- Leonid Nikolaïevitch Ignatiev : (1865-1943), général-major des Cosaques
- Vladimir Nikolaïevitch Ignatiev : (1879-1905)[1]. Engagé dans la guerre russo-japonaise, il mourut à la bataille de Tsushima[2].

## Évolution de la carrière militaire
- 1849 : Cornette.
- 1852. Capitaine d'état-major général.
- 1855 : Aide de camp.
- 1856. Colonel.
- 1858. Major-général.
- 1860 Adjudant-général.
- . 1865. Lieutenant-général.
- 1878. Général d'infanterie[3].

## Biographie

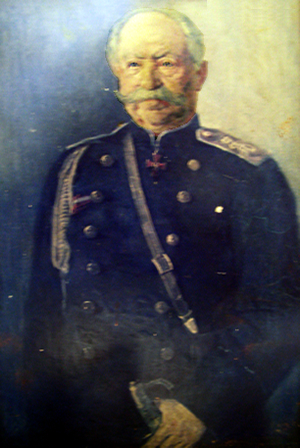
Portrait du comte Ignatiev en 1908.

Le comte Ignatiev était issu d'une famille de la noblesse russe, il eut pour ascendant Fiodor Akinfovitch Biakont
Son père, le capitaine Pavel Ignatiev, est un favori de l'empereur Nicolas Ier, en raison de sa fidélité а l’occasion de la conspiration militaire de 1825, et le grand-duc Alexandre, le futur Alexandre II, est le parrain de baptême de Nicolas Pavlovitch.
Nicolas Ier s'intéresse vivement au jeune Nikolaï Pavlovitch qui fait preuve lors de son passage à l'Académie d'état-major de grandes capacités intellectuelles dans l'étude de l'histoire de la diplomatie.

### Carrière militaire
Il sort diplômé du Corps des Pages, à l’âge de 17 ans. Il incorpore le Régiment de Hussards de la Garde de Sa Majesté. Promu officier, il est admis à l'Académie de l'état-major général. Le 7 novembre 1851, au terme de ses études, fait rarissime, il reçoit une médaille d'argent, en outre, son nom est gravé sur une plaque de marbre apposée dans cette prestigieuse école militaire de l'Empire russe. En 1852, il est élevé au grade militaire de capitaine. En 1854, il est transféré dans une unité militaire stationnée en actuelle Estonie dont le commandement est exercé par l'adjudant-général von Berg. En 1855, il est nommé intendant dans le Corps de la Baltique.

### Carrière diplomatique

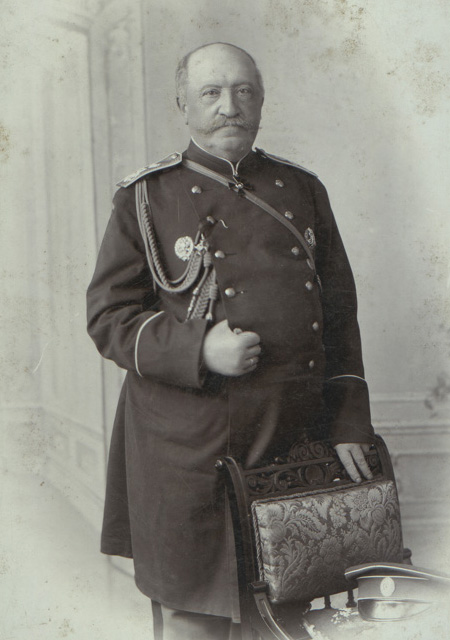
Nikolaï Pavlovitch Ignatiev, diplomate.

La carrière diplomatique d’Ignatiev débute à la Conférence de paix à Paris en 1856, après la guerre de Crimée. En tant qu’attaché militaire, il accompagne la délégation russe et prend une part active aux négociations relatives à la fixation de la frontière du bas Danube entre la Russie et l’Empire ottoman.
Le 7 mai 1856, il est nommé attaché militaire à Londres. Responsable du renseignement, il a pour tâche de renseigner le tsar sur les intentions militaires et politiques des adversaires européens et asiatiques de la Russie impériale. En outre, il a pour mission d'étudier les dernières inventions britanniques concernant l'artillerie et le génie militaire, mais il est expulsé du Royaume-Uni. Son neveu, le comte Alexeï Alexeïevitch Ignatiev raconte dans ses Mémoires, Cinquante ans de service, comment, par inadvertance, son oncle glissa dans sa poche une cartouche de fusil, munition nouvellement créée. À cause de ce regrettable incident, Ignatiev est dans l'obligation de quitter la Grande-Bretagne.
En raison de son excellent rapport diplomatique, lors de la Révolte des Cipayes, Ignatiev est nommé au poste d'ambassadeur en Perse. Toutefois, cette nomination ne se réalise pas. Afin de parfaire ses connaissances de l'Orient, il entreprend un voyage en Europe et en Asie. Au cours de son séjour à Vienne, il fait la connaissance de l'historien tchèque František Palacký, de l'économiste tchèque František Ladislav Rieger, de Brauner, de l'écrivain et avocat autrichien Adolf Dobrjanský (1817-1901) et d'autres personnalités slaves.

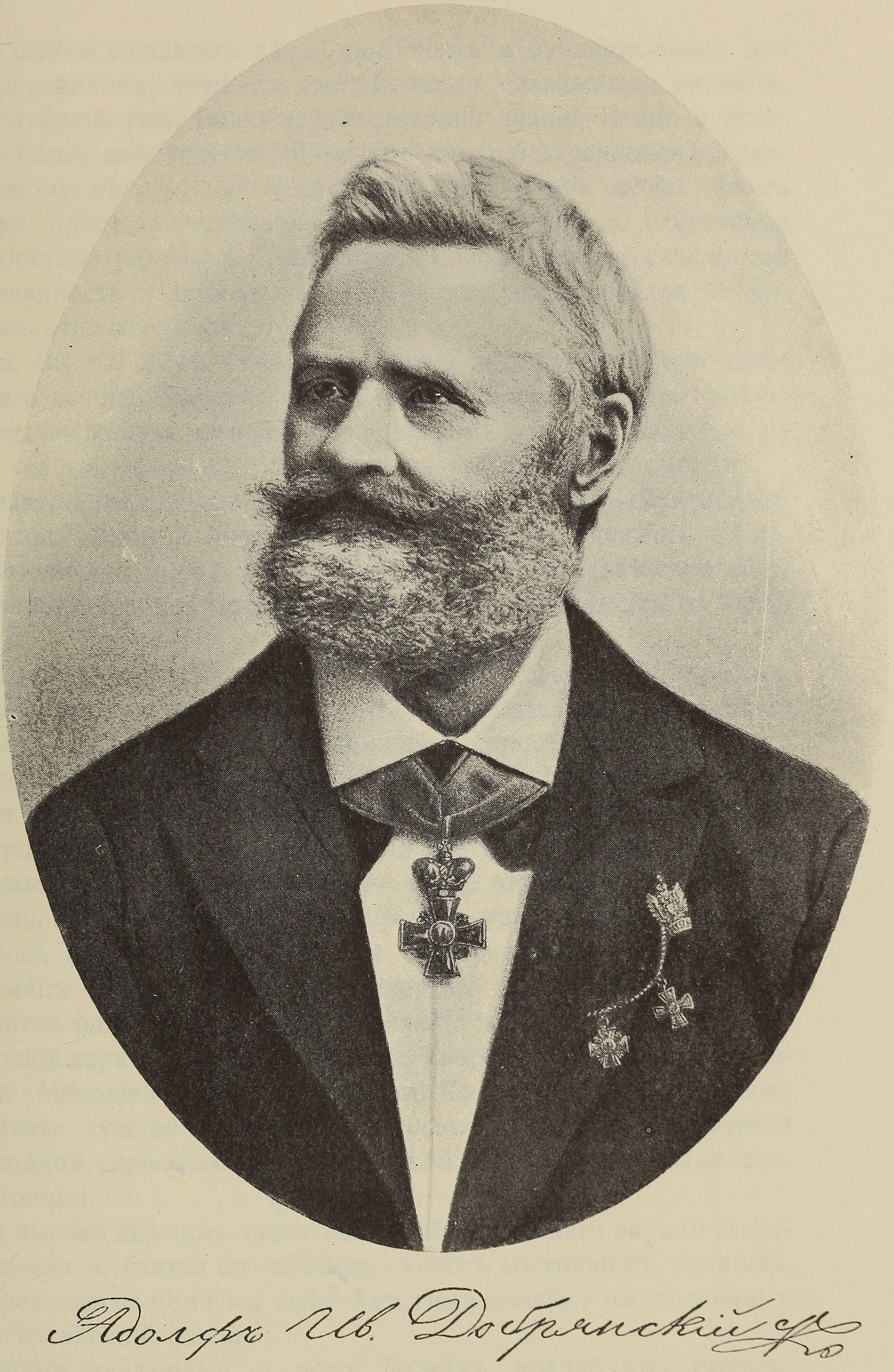
Adolf Dobrjanský en 1885

#### Mission aux Khanats de Khiva et Boukhara

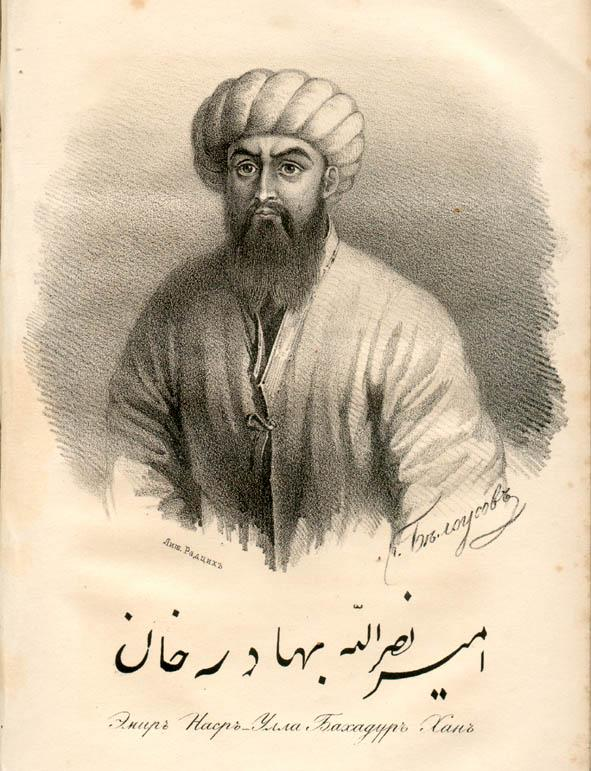
Portrait du khan de Boukhara Nasroulla (1806-1860).

De retour dans la capitale impériale, Nikolaï Pavlovitch occupe un poste aux Affaires asiatiques centrales. Le prince Gortchakov, ministre des Affaires étrangères depuis 1856, reçoit de la part du comte quelques exposés relatifs à l'envoi de plusieurs missions scientifiques dans cette région de l'Asie. Dès 1858, Le comte Ignatiev tisse des liens diplomatiques avec les khanats de Khiva et de Boukhara.
En 1858, Ignatiev séjournant en Égypte reçoit le commandement d'une petite escorte de cinquante Cosaques pour une mission militaire et diplomatique dangereuse dans deux États d’Asie centrale, le Khanat de Khiva et l’Émirat de Boukhara. En mai 1858, Nikolaï Pavlovitch part d'Orenbourg. Il arrive à Khiva en juillet de la même année, où il signe un traité de commerce avec le khan de Khiva. Toutefois, la trahison du khan est découverte. Ce dernier a ourdi un plan pour le retenir en otage. Après quelques escarmouches avec les Turkmènes dans la ville ouzbèke de Karakoul, Nikolaï Pavlovitch réussit à rallier Boukhara. Il y signe un traité de commerce et d'amitié avec le khan Nasroulla (1806-1860) et obtient également la libération des Russes détenus dans les prisons du khanat de Boukhara. En décembre 1858, le général Ignatiev réapparait contre toute attente à Orenbourg où il était déjà déclaré mort, des rumeurs concernant son décès circulent également à Saint-Pétersbourg.
Les résultats de la mission militaire et diplomatique du comte sont accueillis avec enthousiasme dans la capitale impériale. Alexandre II écrit ces mots sur une note : « J'ai lu avec beaucoup d'intérêt et de plaisir. Il faut rendre justice au général Ignatiev, il a agi avec sagesse et habileté et il a atteint plus ce que nous pouvions attendre. »

#### Mission en Chine

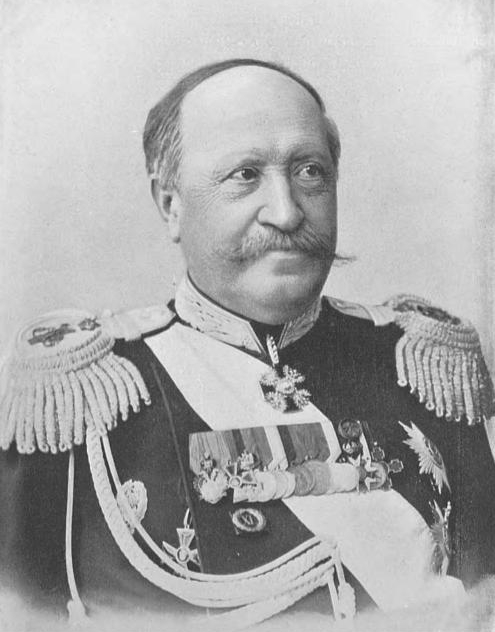
Ignatiev à Pékin en 1900.

En 1860, Ignatiev est envoyé en Extrême-Orient, comme ministre plénipotentiaire auprès de la noble cours de Pékin. Le 29 mai 1858, un accord est signé entre l'Empire Qing et la Russie impériale. Ce traité établit la frontière russo-chinoise sur le fleuve Amour. Or, les Chinois refusent de confirmer cet accord. En outre, la question concernant la région située le long de la rivière Oussouri n'est pas réglée. L'arrivée du général Ignatiev à Pékin coïncide avec les préparatifs de l'attaque de la capitale de l'Empire chinois par les troupes franco-britanniques. 13 octobre 1860, la ville de Pékin tombe et le 17 octobre 1860 le Palais d'Été est incendié. Le gouvernement chinois pris de terreur devant l'avance du corps expéditionnaire franco-britannique et l'incendie du Palais d'Été accepte la médiation du comte Ignatiev. Il réussit à obtenir des troupes anglo-françaises l'abandon de l'attaque de Pékin et de revenir sur leurs revendications. Les négociations du comte entre les parties belligérantes sont pour l'Empire chinois très bénéfiques. Il utilise leurs craintes avec tant de dextérité qu’il réussit à obtenir la cession à la Russie de la Mandchourie extérieure par la signature de la Convention de Pékin : pas seulement la rive gauche du fleuve Amour, objet de sa mission, mais également une vaste étendue de territoire et le littoral maritime au sud de ce fleuve (région de l'Oussouri), qui deviennent la Province maritime. Ignatiev mène les négociations avec l'Empire chinois de son propre chef. Il court le risque d'être accusé d'abus de pouvoir à son retour en Russie. Mais Alexandre II ne lui en tient pas rigueur, car, en remerciement, il le nomma adjudant-général.

#### Mission diplomatique à Constantinople

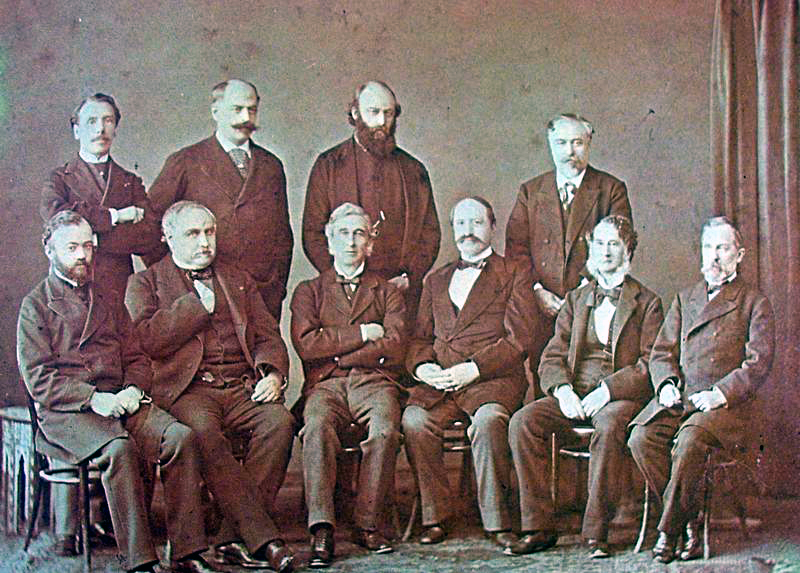
Délégation russe à la Conférence de Constantinople 1876-1877.

En juillet 1861, il se rend une première fois à Constantinople afin de féliciter le sultan Abdulaziz en l'honneur de son accession au trône ottoman. En août 1861, le tsar Alexandre II nomme Ignatiev Directeur du Département d'Asie au Ministère des Affaires étrangères. Dans l'ordre d'importance des personnalités diplomatiques de l'Empire russe de cette époque, l'adjudant-général Ignatiev se situe à la seconde place. Mais Ignatiev trouve le travail de bureaucrate fastidieux. En 1864, il est désigné comme envoyé extraordinaire à la Sublime Porte. À ce poste d'ambassadeur, le comte Ignatiev démontre une grande valeur en matière diplomatique mais également il fait preuve d'une grande connaissance concernant les questions orientales. En mars 1865, il est élevé au grade de lieutenant-général.
À ce poste qu'il occupe de 1861 à 1877, l'adjudant-général Ignatiev fait la preuve de son talent de diplomate. Il parvient à redonner du prestige à l'Empire russe dans les Balkans, car au cours de la Guerre de Crimée celui-ci s'était fortement dégradé.
Son principal objectif est de libérer de la domination ottomane les minorités chrétiennes, en particulier les Bulgares, et de les placer sous l’influence de la Russie et d'occuper Constantinople et les détroits de la Mer Noire. En 1867, il parvient à libérer le peuple serbe de l'occupation ottomane. Les questions religieuses et le panslavisme sont les principales causes de l'occupation de Constantinople par l'Empire russe. Ignatiev explique avec beaucoup de précision l'enjeu économique et stratégique que représentent les détroits pour l'Empire russe « Constantinople c'est la clé de notre porte » Après la révolte de la Bosnie-Herzégovine en 1875, et surtout l'insurrection bulgare d'avril 1876 réprimée dans le sang - quinze mille Bulgares sont en effet massacrés par les bachi-bouzouks turcs - le comte Ignatiev travaille ardemment à la libération des peuples slaves. La Conférence de Constantinople à laquelle il participe est un échec, car l'Empire ottoman rejette la décision des Grandes puissances. Du 18 février au 20 mars 1877, Ignatiev se rend dans plusieurs capitales : Berlin, Londres, Paris et Vienne, afin de s'assurer de la neutralité des différentes puissances européennes dans le cadre du conflit russo-turque. Le 31 mars 1877, les Grandes puissances signent le Protocole de Londres. L'Empire ottoman rejette le traité en prétextant une ingérence dans ses affaires intérieures. Le 24 avril 1877, la Russie déclare la guerre à la Turquie. Son activité fébrile dans le domaine diplomatique, sous une forme plus ou moins secrète, culmine dans le conflit entre L'empire ottoman et la Russie. À partir de décembre 1877, il préside le Conseil d'État. La même année, Alexandre II l'élève à la dignité de comte de l'Empire russe Le 19 janvier 1878, l'adjudant-général Ignatiev et le ministre des Affaires étrangères turc Mehmed Pacha Esad Saffet entament des négociations de paix à Andrinople mais celles-ci sont rompues. Le 3 mars 1878, du côté de l'Empire russe, le comte Ignatiev, ambassadeur de Russie à Constantinople, Alexandre Ivanovitch Nelidov (1835-1910), chef du Bureau diplomatique de l'Armée russe dans les Balkans, le ministre des Affaires étrangères turc Mehmed Pacha Esad Saffet (1814-1883), Saadullah Pacha (1838-1891) ambassadeur de l'Empire ottoman en Allemagne sont les signataires du traité de San Stefano.

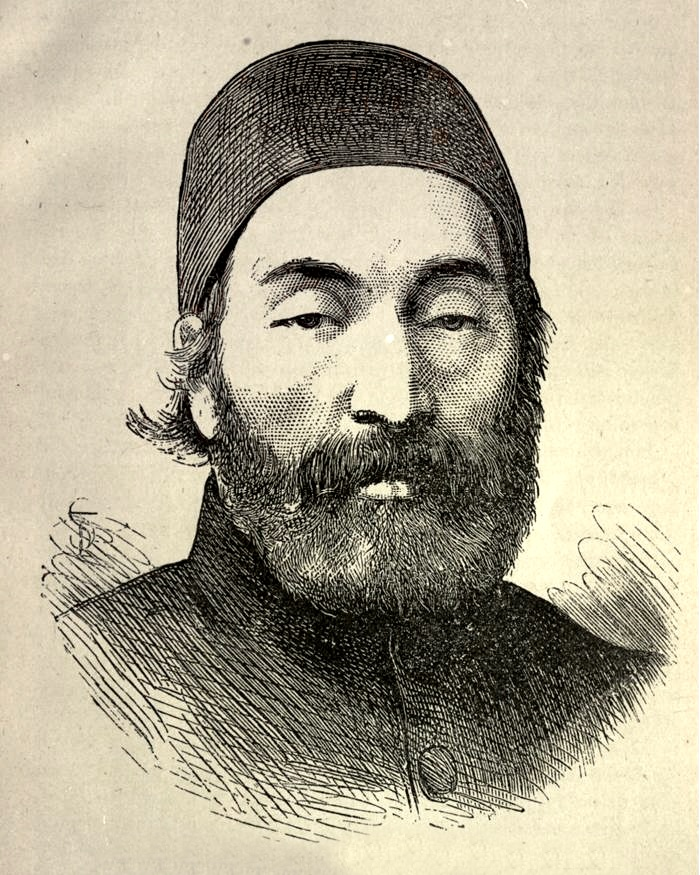
Mehmed Pacha Esad Saffet

Comme ce conflit n’a pas apporté à la Russie des avantages à la mesure des sacrifices qu’elle avait dû consentir, Ignatiev perd la confiance du tsar Alexandre II, et quitte la diplomatie.
Peu après, le traité de San Stefano est révisé par le traité de Berlin (1878), signé, pour la Russie, par le comte Piotr Andreïevitch Chouvalov, rival personnel d'Ignatiev, qui a contribué à sa disgrâce. Le comte Ignatiev demeure cependant très populaire en Bulgarie, au point que certains envisagèrent même de le placer sur le trône, qui est finalement donné au prince Ferdinand de Saxe-Cobourg, son ennemi personnel.

### Carrière politique

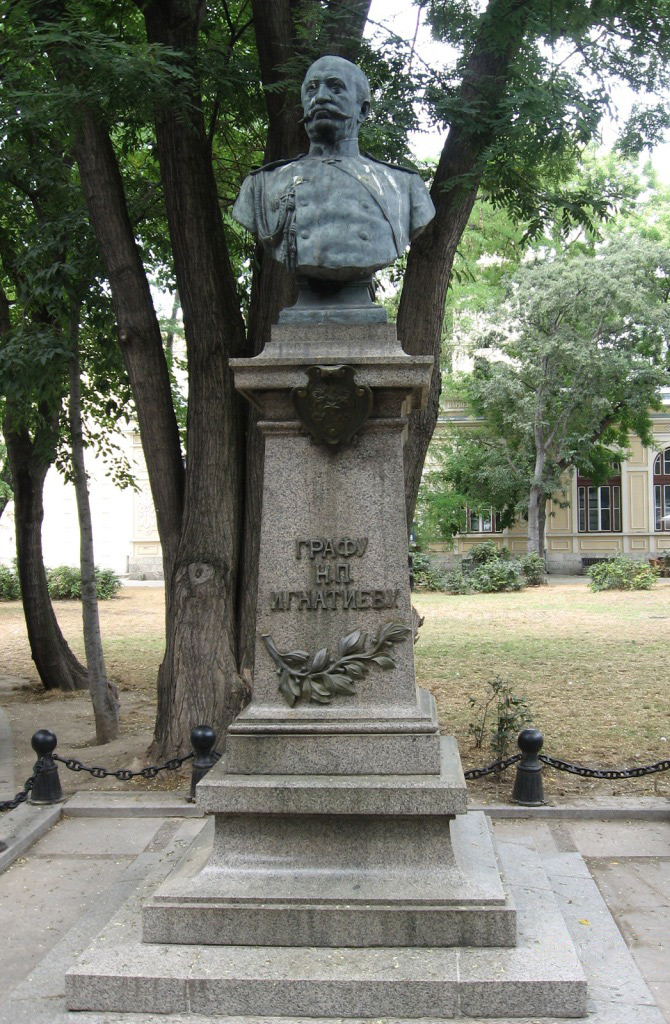
Monument élevé à la mémoire du comte Nikolaï Pavlovitch Ignatiev à Varna en Bulgarie.

Le comte Ignatiev sert ensuite comme gouverneur de Nijni Novgorod, et l'on peut mettre à son actif le développement de la Foire de la Saint-Macaire (marché international destiné à la vente en gros et au détail situé dans la partie inférieure de Nijni-Novgorod). Le 25 mars 1881, il est nommé ministre des Domaines russes. Après la signature du traité de Berlin, où la diplomatie russe connait une sérieux revers, le peuple russe vit une véritable crise idéologique et politique. La diplomatie de l'Empire russe perd de son influence, mais, plus grave, le gouvernement perd toute crédibilité aux yeux des Russes. Le 22 juin 1878, l'écrivain russe Aksakov au cours de son discours devant le Comité slave blâme le comportement des diplomates russes lors de la tenue du Congrès de Berlin. Il est expulsé de Moscou. Le 22 juin 1878, dans divers journaux conservateurs tels que les Nouvelles de Moscou ou le Monde russe, Skobelev exprime son inquiétude quant à l’apparition dans la littérature et les journaux de l’époque de l’appel de certains écrivains germanophones à détruire la Russie en tant que puissance, concernant les diplomates et les ministres de l'Empire russe ses paroles sont plus modérées, il émet seulement quelques critiques à leur encontre. Toutefois les opposants à la monarchie absolue et les nihilistes sont ravis de constater l'existence d'une véritable crise au sommet du pouvoir, leur mouvement en devient plus actif. L'assassinat de l'empereur Alexandre II, le 1er mars 1881 révèle une lutte des panslavistes contre les ennemis de la Russie. C'est dans ces circonstances politiques que le 4 mai 1881, le nouvel empereur Alexandre III nomme Le comte Ingatiev ministre de l’Intérieur. En nommant le comte à ce poste, Alexandre III exprime son bon vouloir, mais il veut également prouver au peuple russe sa volonté d'exercer une politique à l'intérieur de l'Empire, mais également hors de ses frontières, afin de servir exclusivement les intérêts de la Russie. En outre, le tsar déclare son désintérêt pour la « parole de l'Europe ». Nikolaï Pavlovitch accepte ce poste avec l’idée qu’il mènerait une politique nationaliste et réactionnaire.

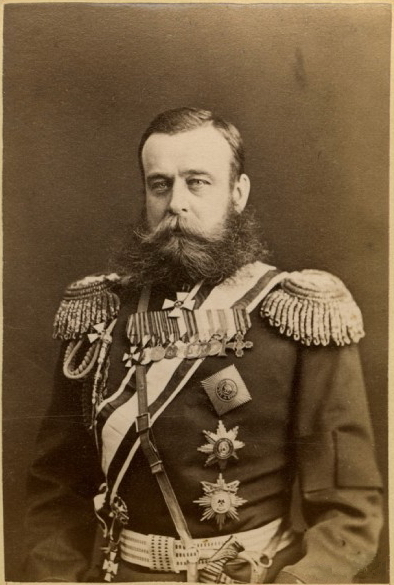
Le général d'infanterie Skobelev en 1881/1882.

Au cours de son mandat de Ministre de l'Intérieur, le comte Ignatiev rédige et publie le Renforcement de la position (d'urgence) de protection (renforçant le pouvoir de l'État dans les cas de situation d'urgence ou de troubles civils (ce règlement sur les mesures pour la protection de l'ordre public et la sécurité publique est publié le 14 août 1881). Après une période de violences contre les Juifs, de pogromes, que l’on accuse même Ignatiev d’avoir fomentés, il institue le Règlements provisoires des Juifs, ou Lois de mai.
Ces règlements provisoires, publiés le 15 mai 1882, sont considérés par les uns comme des mesures essentiellement antijuives, mais selon d'autres sources, Ignatiev aurait en fait suivi une politique gouvernementale (pas toujours appliquées par les autorités locales) de répression stricte des émeutiers et de protection de la population juive. Selon ces sources, Nikolaï Ignatiev, installé au poste de ministre de l'Intérieur en mai 1881, décide d'une politique de répression stricte des pogromes, même si elle est rendue difficile par le caractère imprévisible des émeutes et des effectifs limités des forces de l'ordre. Il intime l'ordre de tirer sur les émeutiers dans les villes de Borissov et de Negine, ce qui entraîne des pertes en vies humaines. A Kiev, 1400 personnes sont mises en état d'arrestation. Un grand nombre de personnes dans le gouvernement estiment ce nombre insuffisant. Le chef de la police de Kiev adresse une lettre à l'empereur afin de s'excuser de l'indulgence des tribunaux militaires locaux à l'encontre des émeutiers. Alexandre III note dans la marge : « C'est inexcusable »
Le projet de loi sur la réduction des paiements de rachat déjà réglé auparavant par le comte Loris-Melikov est soumis à un nouveau traitement par le comte Ignatiev. Le 28 décembre 1881, la loi rendant le rachat obligatoire pour le million de feux paysans restés sous le statut de la dépendance temporaire, un diminution des annuités de rachat est votée.
De 1881 à 1885, Alexandre III crée la commission Kakhanovskaïa, commission spéciale ayant pour tâche la rédaction de l'élaboration de l'administration locale. Le rapport de cette commission présidée par Kakhanov (1833-1900) est remis au ministre de l'Intérieur en 1885. Le ministère de l'Intérieur examine le projet et met au point un projet de loi conduisant à la création de postes de fonctionnaires, les greffiers en chef de district (zemski natchalnik / Земский начальник) (1889) et l'autonomie locale à partir de 1890.
L'apogée du ministère d'Ignatiev se situe lors de la présentation à Alexandre III d'un projet de convocation du Zemski sobor en conjonction avec le couronnement du tsar Alexandre III à Moscou. Ce projet est rédigé par l'historien slavophile Pavel Dmitrievitch Golokhvastov (1839-1892) et le poète slavophile Aksakov. Ce projet est refusé par l'empereur. Toutefois, Ignatiev et le procureur du Saint-Synode Pobiedonostsev s'affrontent avec virulence. En effet, cet homme ultra-conservateur s'oppose à ce projet arguant de la dangerosité par la présence des nihilistes, des libéraux et autres séparatistes au Zemski sobor, ceux-ci prenant modèle sur les États généraux de 1789 tentent de le transformer en gouvernement constitutionnel.
Le 30 mai 1882, Alexandre III limoge le comte Ignatiev qui est remplacé au poste de ministre de l'Intérieur par le comte Dimitri Andreïevitch Tolstoï. Selon certaines sources, le comte aurait été suspecté de malhonnêteté ou de détournement de fonds, ou bien encore le tsar influencé par Pobiedonostsev aurait craint qu’il ne tente d’introduire un gouvernement constitutionnel en réactivant le Zemski sobor (parlement). Il n’exerce plus, par la suite d’influence notable dans les affaires publiques.

#### Le détachement sacré
Le comte Ignatiev, mais également de grandes personnalités telles que Pobiedonostsev, le ministre d'État Mikhaïl Nikolaïevitch Ostrovski (1827-1901), Katkov, etc. sont membres du Détachement sacré. Cette organisation fondée au lendemain de l'assassinat du tsar Alexandre II (1er mars 1881) est présidée par le comte Illarion Ivanovitch Vorontsov-Dachkov (1837-1916). Elle se compose de 729 personnes (ceux-ci composent un grand réseau d'espions et de provocateurs chargés de la protection du tsar à Saint-Pétersbourg, lors de ses déplacements en Russie, ainsi que les membres de la famille impériale). Cette organisation, qui siège à  Saint-Pétersbourg, a pour mission de lutter contre le mouvement révolutionnaire. Officiellement, cette organisation cesse d'exister le 1er janvier 1883,.

#### Quelques membres du Détachement sacré

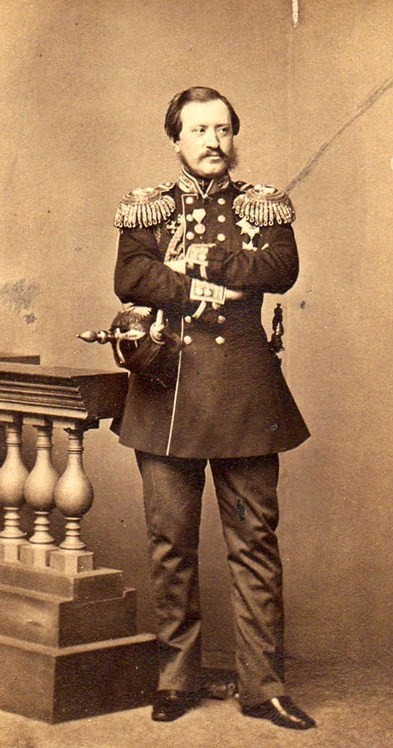
Le comte Nikolaï Ignatiev
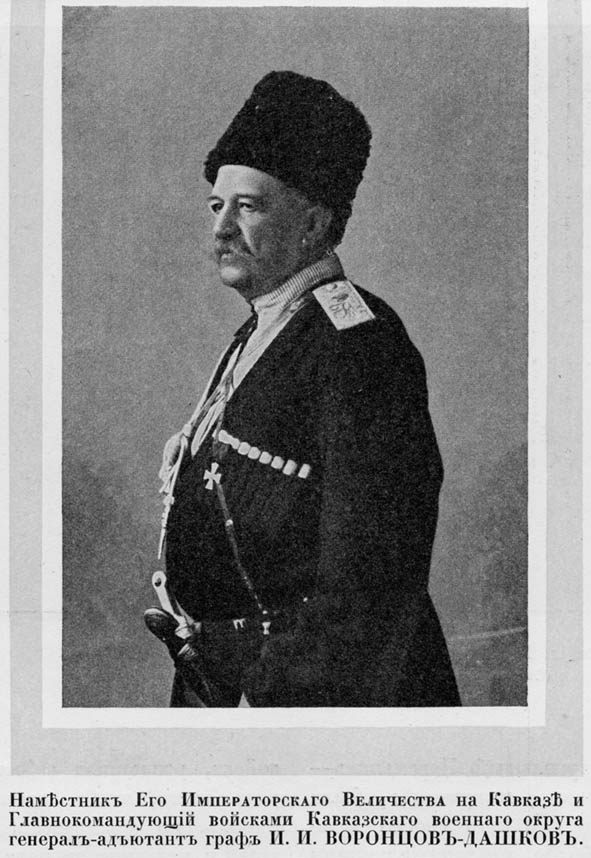
Le comte Illarion Ivanovitch Vorontsov-Dachkov
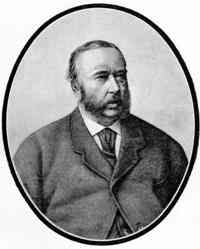
Rostislav Andreïevitch Fadeïev
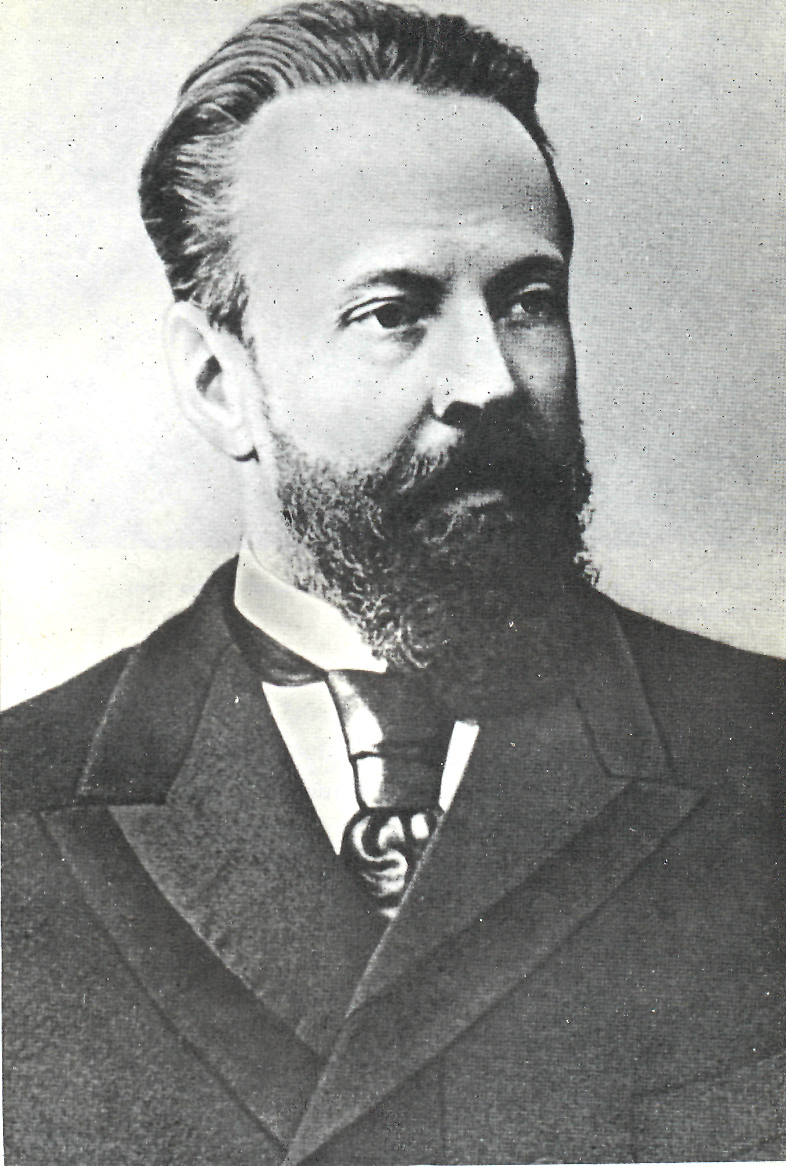
Sergueï Ioulievitch Witte
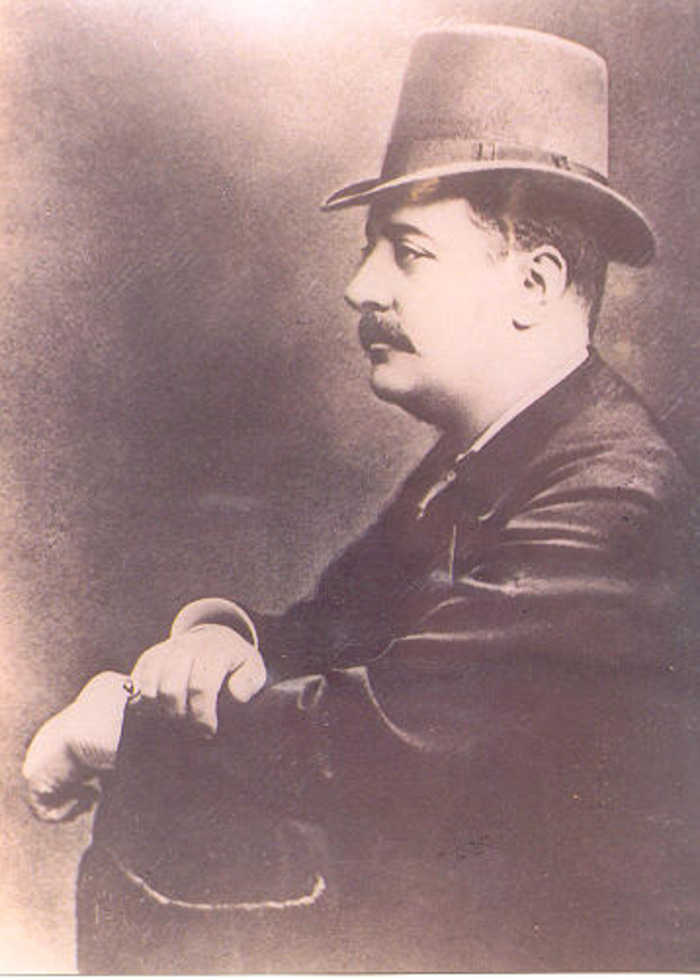
Pavel Pavlovitch Demidov
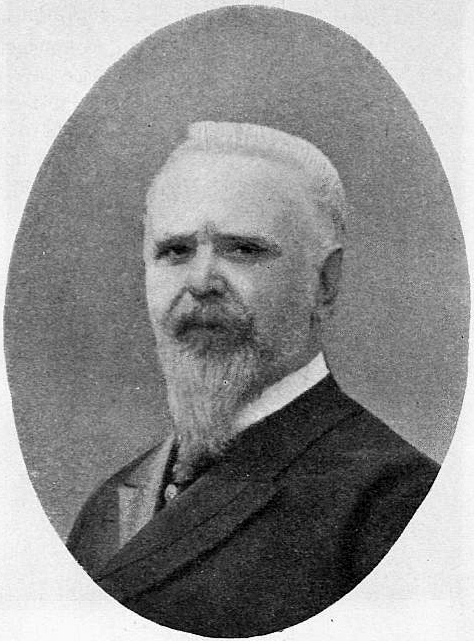
Boris Vladimirovitch Stürmer
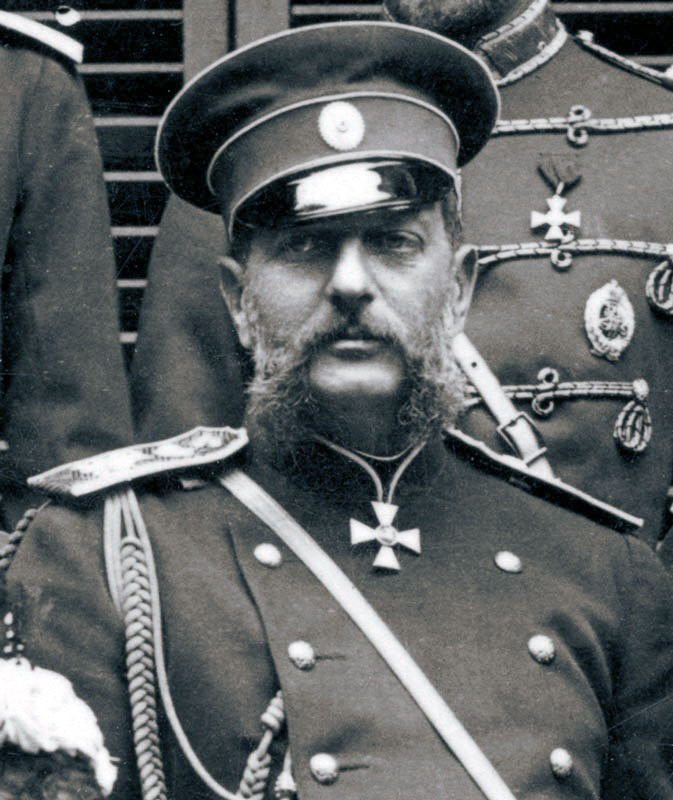
Le grand-duc Vladimir de Russie
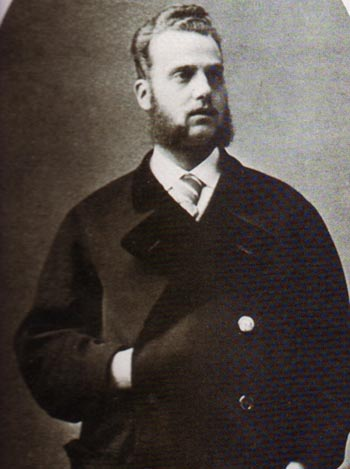
Le grand-duc Alexis de Russie
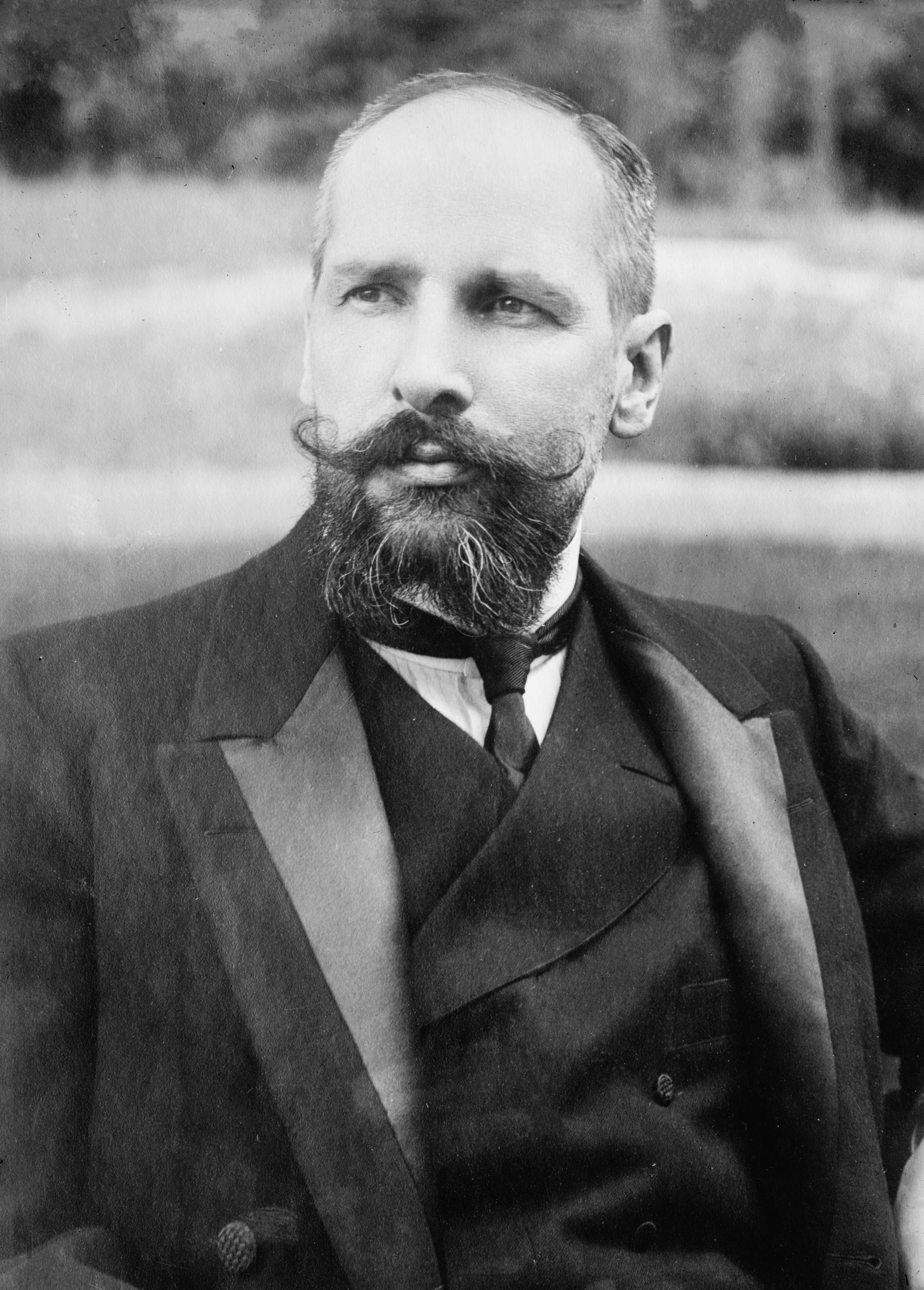
Piotr Arkadievitch Stolypine

### Retraite

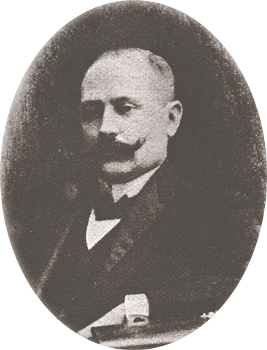
Son fils, le comte Pavel Nikolaïevitch Ignatiev, Ministre de l'Instruction publique de Russie de 1915 à 1916.

En 1888, le comte Ignatiev préside la Société pour la promotion de l'industrie et du commerce russe, la même année, à Saint-Pétersbourg, il préside également la Société slave de bienfaisance. Il reste membre du Conseil d'État et est membre de la Société géographique. Au cours de sa retraite, il écrit ses Mémoires.
Le comte Ignatiev est une richissime personnalité, il possède une maison à Moscou, d'importantes propriétés à Mogilev et dans la province de Kiev, mais une gestion hasardeuse le ruine. Son épouse également propriétaire de biens immobiliers à Saint-Pétersbourg (une maison), à Peterhof (une résidence d'été), doit pourvoir aux besoins de son époux lorsque celui-ci se voit privé de sa pension de conseiller d'État,.

## Décès et inhumation
Le comte Nikolaï Pavlovitch Ignatiev meurt le 3 juillet 1908 dans son palais d'Androuchevskoïe à Kroupoderintsy, (Gouvernement de Kiev). Le service funéraire est célébré par l'archevêque Innokenti (1867-1928), le comte est inhumé à Kroupoderintsy dans la chapelle-mausolée où depuis 1905 repose son fils tué à la bataille de Tsushima. En 1917, son épouse est inhumée à ses côtés. Iekaterina Nikolaïevna Ignatieva décédée en 1914 repose aux côtés de ses parents

## Distinctions
- Ordre de Saint-André.
- Ordre de Saint-Vladimir.
- Ordre de Saint-Alexandre Nevski
- Ordre de l'Aigle blanc. (Russie impériale).
- 1861 : Officier de la Légion d'honneur.
- 1861 : Ordre du Médjidié.
- 1861 : Ordre de l'Épée (Espagne).
- 1861 : Commandeur de l'Ordre de la Tour et de l'Épée (Portugal).
- 1862 : Ordre de l'Indépendance du Monténégro.
- 1862 : Ordre du Lion et du Soleil (1re classe), (Perse).
- 1863 : Grand'croix de l'Ordre des Saints-Maurice-et-Lazare.
- 1864 Commandeur de l'Ordre du Sauveur (Grèce).
- 1865 : Ordre de l'Indépendance du Monténégro (1re classe).
- 1865 : Ordre des Saints-Maurice-et-Lazare (1re classe).
- 1865 : Nichan Iftikhar (Tunisie).
- 1865 : Grand'croix de l'Ordre du Sauveur. Grèce.
- 1871 :Ordre de l'Osmanié.
- 1872 : Ordre de la Couronne de Wurtemberg.
- 1873 : Portrait du Shah de Perse Mozaffaredin Shah.
- 1874 : Ordre du Lion néerlandais.
- 1878 : Ordre de l'Étoile de Roumanie.
- 1893 : Ordre Noble de Boukhara.
- 1895 : Ordre du Mérite militaire. (Bavière)[3].

## Honneurs rendus au comte Nikolaï Pavlovitch Ignatiev
Les Bulgares opprimés et reconnaissants envers le comte Nikolaï Pavlovitch Ignatiev pour son soutien apporté lors de l'occupation de leur pays par l'Empire ottoman et l'organisation humanitaire qu'il organise lors de la Guerre russo-turque de 1877-1878. Par gratitude, la Bulgarie donne le nom du comte à un village Graf-Ignatievo situé dans la région de Plovdiv, un autre village nommé Ignatievo  situé dans la région de Varna, en outre, un sommet fut baptisé le pic Ignatiev en Antarctique (Le Mont Ignatiev (en) est situé à 63° 36′ 37″ S, 58° 39′ 10″ O. German-British mapping in 1996)

## À noter

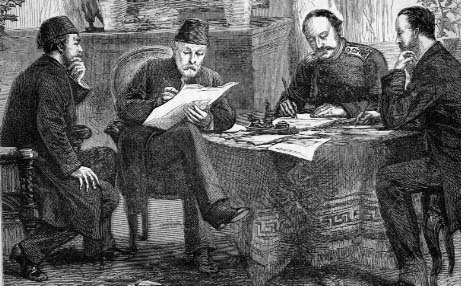
Le comte Nikolaï Pavlovitch Ignatiev signant le traité de San Stefano.

Le fils du comte Ignatiev, Pavel Nicolaïevitch Ignatiev est ministre de l’Instruction publique sous Nicolas II de Russie. Son arrière-petit fils Michael Ignatieff est de 2008 à 2011 chef du Parti libéral du Canada, député d'Etobicoke—Lakeshore à la Chambre des communes du Canada du 6 février 2006 au 3 mai 2011.
Avec le second fils de Staline, Vassili Iossifovitch Djougachvili, le comte Ignatiev est le plus jeune général de l'Histoire militaire russe et soviétique, Nikolaï Pavlovitch est promu général à l'âge de 24 ans (1878).
Il est également un diplomate renommé en Europe, l'attention toute particulière qu'il démontra à l'encontre des Bulgares opprimés au cours de l'occupation ottoman de leur pays, fit du comte un héros national dans ce pays. Léon Gambetta parlant du comte Ignatiev dit ces paroles : « Ignatiev est l'homme de l'avenir de la Russie. Je pense qu'il est l'homme politique le plus perspicace et le plus actif de notre temps .
Au cours de ses négociations diplomatiques, le comte Ignatiev est une personnalité possédant de grandes capacités à trouver des solutions à chaque problème, il trouvait le moyen de capter la confiance de son interlocuteur afin d'utiliser ses points de faiblesse. Au cours de ses différentes négociations diplomatiques, le comte Ignatiev n'hésita pas à mettre à profit les désaccords et les divergences de vue surgissant lors des discussions entre les adversaires de l'Empire russe. Le comte utilisa avec facilité deux aspects célèbres de sa personnalité : sa ruse et sa perfidie. Nikolaï Pavlovitch Ignatiev dans une lettre adressée à ses parents écrivit : « Qu'il a l'esprit russe, ce que les gens prennent pour de la ruse et de la tromperie ».